# 泰奧菲波爾
泰奧菲波爾（羅馬化：Teofipol），又译捷奥菲波尔，是烏克蘭西部赫梅利尼茨基州赫梅利尼茨基区泰奧菲波爾市鎮内的鎮及其行政中心。2020年7月之前是原泰奧菲波爾區的区府，面積4.63平方公里，海拔高度268米，2022年人口6,284。

## 图集

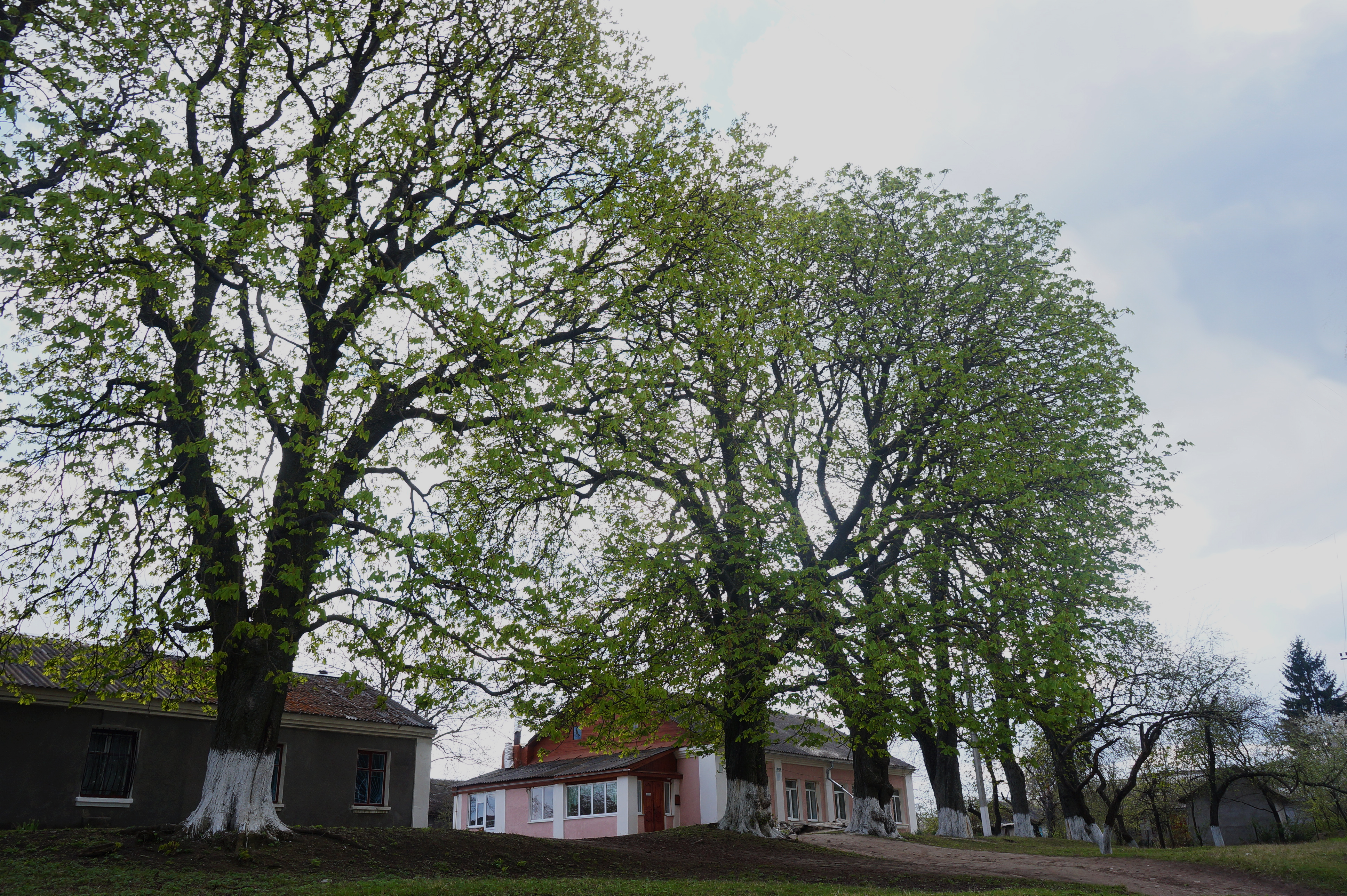
镇里的栗树
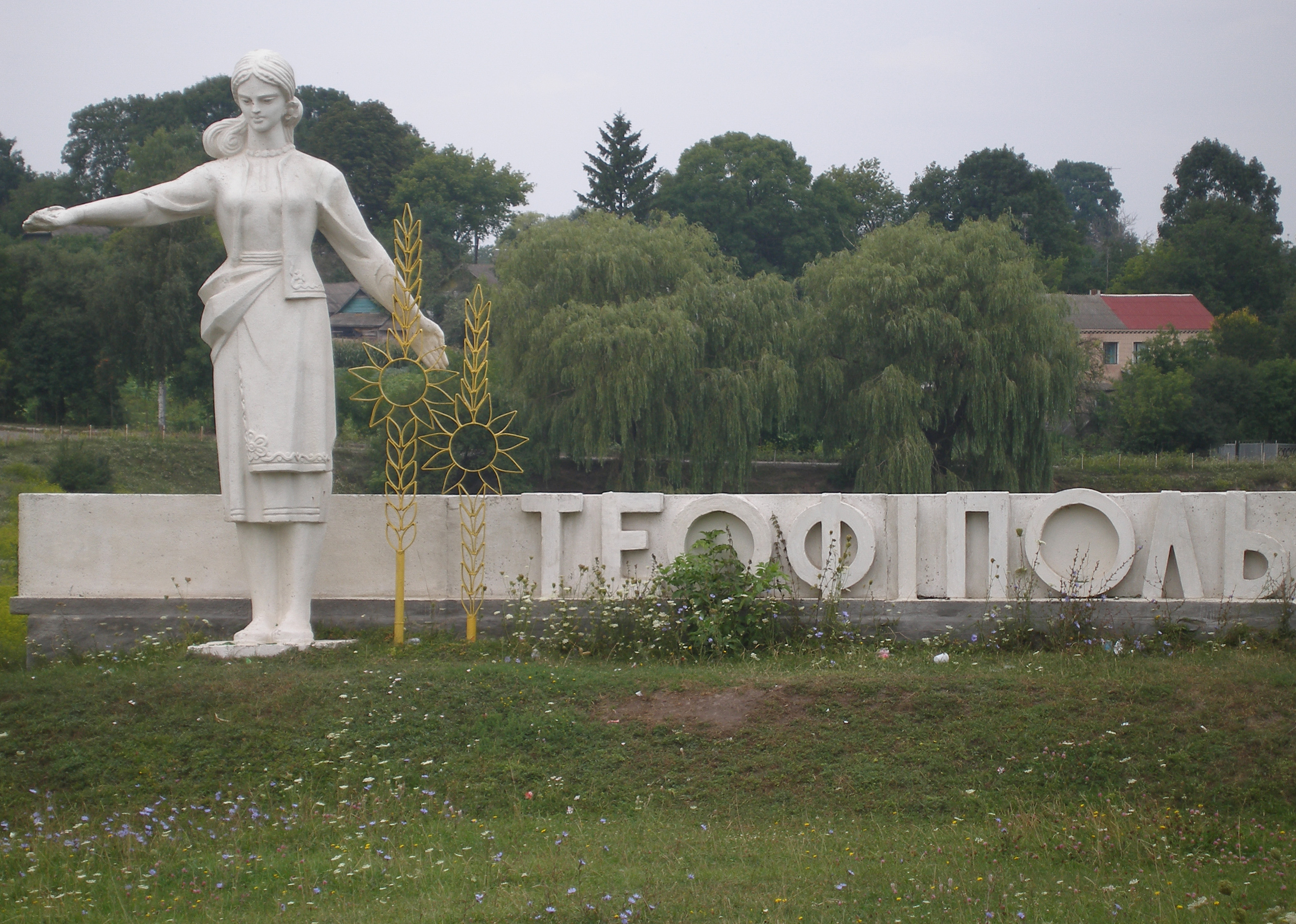
镇南侧的雕塑
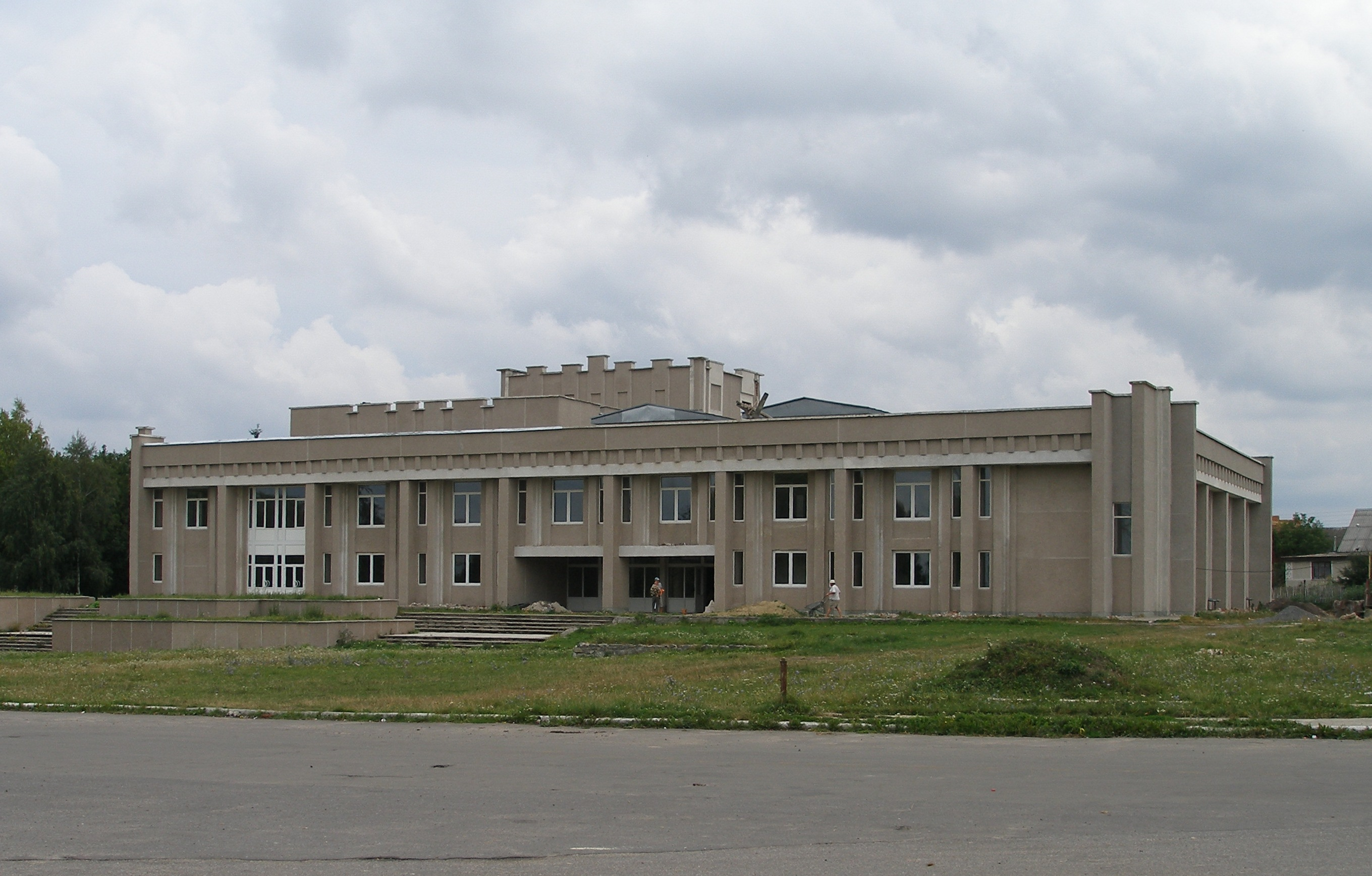
文化宫
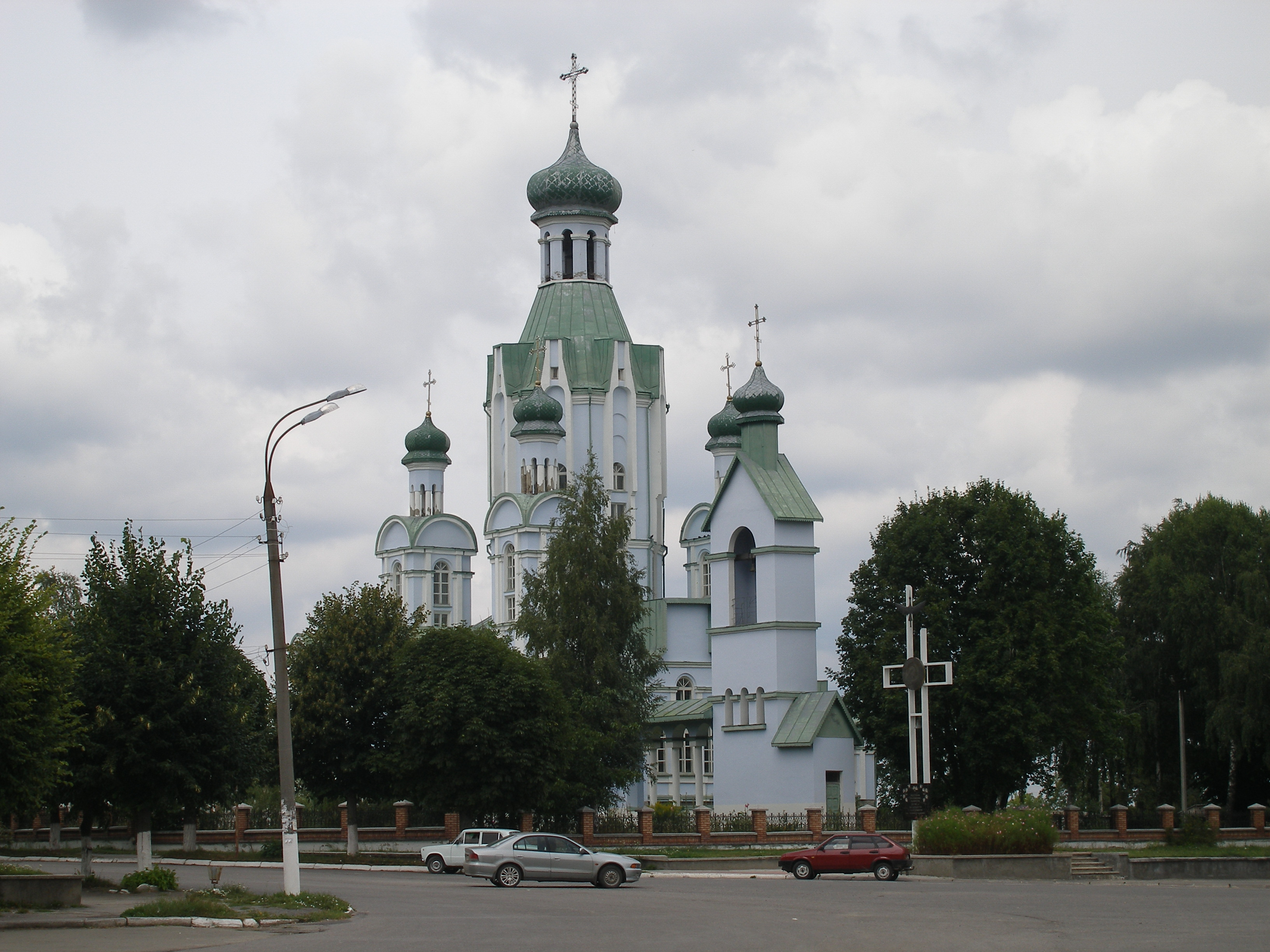
教会
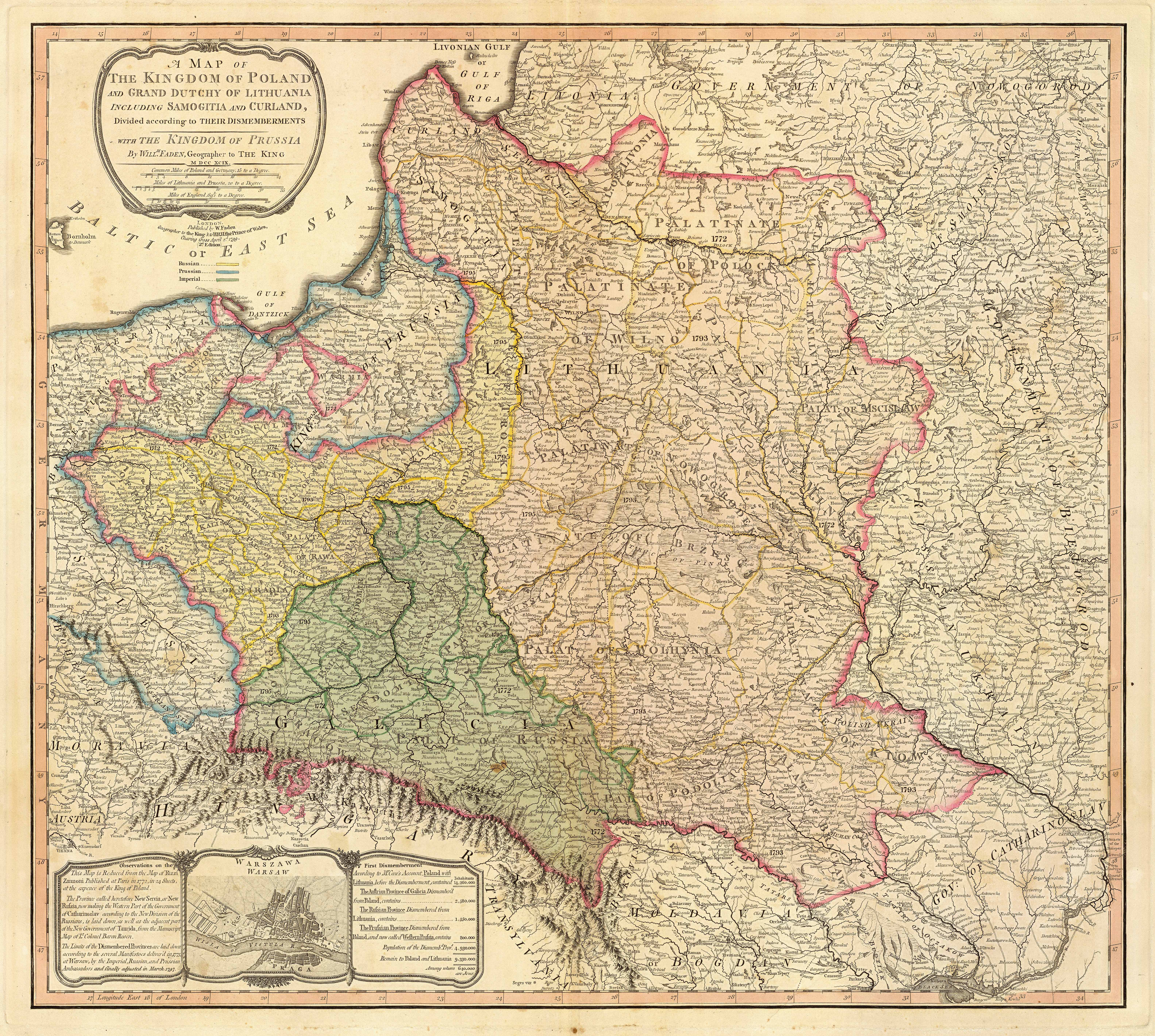
1799年的地图

## 備註
1. ↑  俄语：